# Pier 39

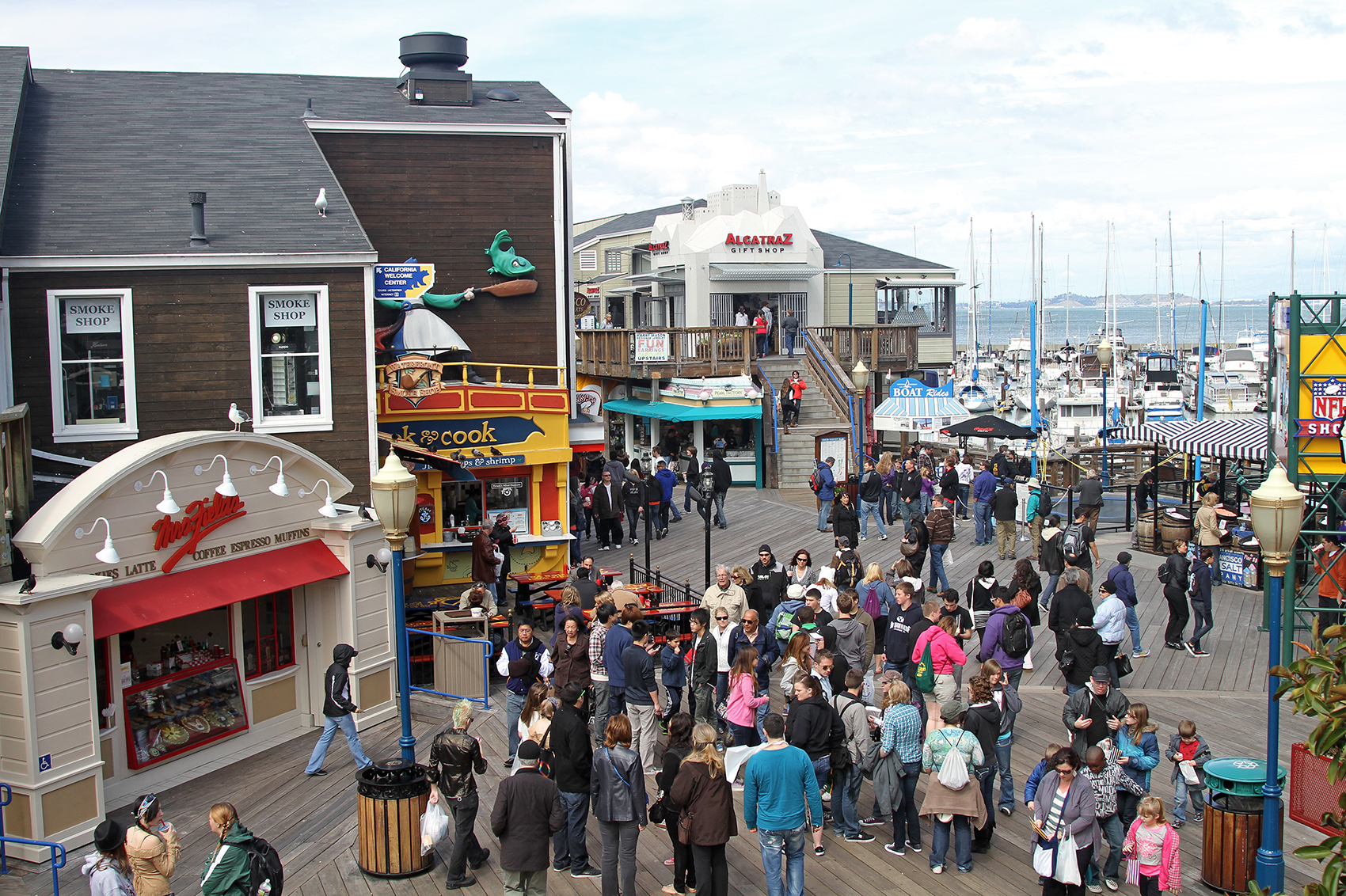
Pier 39, San Francisco, California.

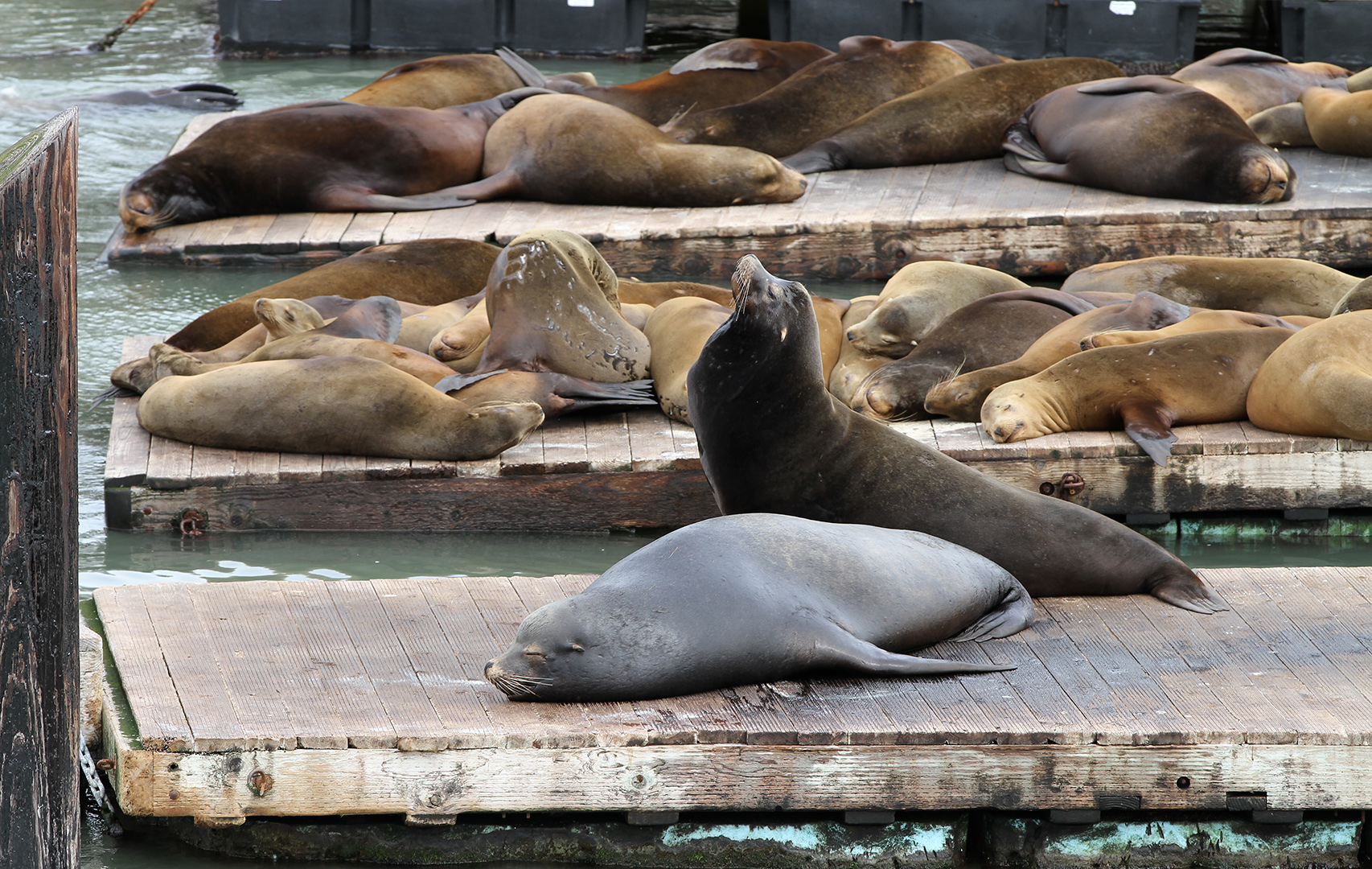
Leones marinos de California en el Pier 39.

Pier 39 es un Popular Centro comercial y atractivo turístico construido en un muelle en San Francisco, California. En el Pier 39 hay tiendas, restaurantes, Una Galería de Vídeo, Un Carrusel De Dos Pisos, Actuaciones callejeras, un centro interpretativo para el Centro de Mamíferos Marinos, el Acuario de la Bahía, paseos virtuales en 3D y los leones marinos de California situados en los muelles del puerto deportivo de Pier 39. En el puerto deportivo se encuentra, también, el restaurante flotante Forbes Island. El entretenimiento orientado a la familia y la presencia de los mamíferos marinos hacen de éste un lugar turístico popular para Familias con niños.
El muelle se encuentra en el borde del distrito de Fisherman's Wharf y está cerca de North Beach, Chinatown y el Embarcadero. La zona es fácilmente accesible a través de la histórica línea de tranvías F Market & Wharves. 
Desde el muelle se puede ver la isla Ángel, Alcatraz, el Puente Golden Gate y el Puente de la Bahía. Los cruceros de la flota Blue & Gold Fleet salen de Pier 39. 
Pier 39 fue desarrollado por el empresario Warren Simmons y abrió por primera vez el 4 de octubre de 1978.